# 荒島第二トンネル
荒島第二トンネル（あらしまだいにトンネル）は、福井県大野市にある中部縦貫自動車道大野油坂道路のトンネルである。

## 概要
当トンネルは中部縦貫自動車道の中で最長のトンネルである。また完成2車線で建設され、中央分離帯が設けられている。

## 歴史
- 2022年（令和4年）
  - 9月28日 : トンネル名称が「荒島第二トンネル」に正式決定[2]。
  - 10月3日 : トンネルが貫通[1]。
- 2023年（令和5年）10月28日 : 勝原IC - 九頭竜IC間開通に伴い供用開始[3]。